# Torrecilla del Pinar
Torrecilla del Pinar – gmina w Hiszpanii, w prowincji Segowia, w Kastylii i León, o powierzchni 19,61 km². W 2011 roku gmina liczyła 219 mieszkańców.